# Ploven - Opbygning og funktion
|  | Denne artikel er oprettet af botten Steenthbot ud fra en ekstern database. Den kan derfor have sproglige fejl eller mangler. Denne skabelon kan fjernes efter kontrol af indholdet. |

Ploven - Opbygning og funktion er en dansk dokumentarfilm fra 1977.

## Handling
Filmen viser og forklarer den 3-furede plovs opbygning og de enkelte plovdeles funktion.